# Artem Suchoc'kyj
Artem Mychajlovyč Suchoc'kyj (in ucraino Артем Михайлович Сухоцький?; Nižyn, 6 dicembre 1992) è un calciatore ucraino, difensore dello Zagłębie Sosnowiec.

## Caratteristiche tecniche
È un terzino sinistro.

## Carriera

### Club
È cresciuto nelle giovanili della Dinamo Kiev.

### Nazionale
Ha giocato nelle nazionali giovanili ucraine Under-16, Under-17 ed Under-18.

## Palmarès

### Club

#### Competizioni nazionali
- Perša Liha: 1

Oleksandrija: 2014-2015
- Campionato slovacco: 1

Slovan Bratislava: 2018-2019
- Coppa di Slovacchia: 1

Slovan Bratislava: 2019-2020